# 徐以骅
徐以骅（1955年6月13日—），男，上海嘉定人，中华人民共和国学者、国家一级教授。
武汉大学硕士、美国普林斯顿大学宗教系哲学博士（1994年）。复旦大学国际关系与公共事务学院特聘教授、博士生导师。曾任国际政治系主任。现为国务学院学院学术委员会主任，上海高校智库复旦大学宗教与中国国家安全研究中心主任。兼任国家社科基金学科组评审专家、上海市宗教学会副会长等。

## 研究方向
主要从事宗教与中国国家安全、宗教与国际关系、当代美国史、中国教会大学史的教学和研究工作。
在《中国社会科学》《世界经济与政治》《世界宗教研究》《世界宗教文化》《中国宗教》《道风》等国内外期刊发表论文数十篇。主编CSSCI来源集刊《基督教学术》、CSSCI来源集刊《宗教与美国社会》等学术期刊。负责宗教与当代国际关系论丛、宗教与中国国家安全和对外战略论丛系列学术论著出版。

## 社会兼职
第十一、十二、十三届上海市政协委员。上海市政协民宗委副主任。曾任上海市人民政府参事。